# SmackDown!
WWE SmackDown er et amerikansk tv-program, der bliver produceret af World Wrestling Entertainment. Det sendes på den amerikanske tv-station USA Network i USA. SmackDown henviser også til ét af organisationens to brands (RAW og SmackDown), og SmackDowns wrestlere, dommere, kommentatorer optræder primært kun på SmackDown og WWE's månedlige pay-per-view-shows.
Showet blev sendt første gang 26. august 1999 på den amerikanske tv-station UPN og blev WWE's andet ugentlige tv-program sammen med RAW. Indtil 9. september 2005 blev showet sendt torsdag aften, men har siden været vist tirsdag aften. I 2006 flyttede programmet over på The CW, men i oktober 2008 flyttede programmet til dets nuværende kanal MyNetworkTV. I modsætning til RAW vises SmackDown ikke live, men optages i stedet for tirsdag aften. Nogle gange optager man endda to SmackDown-shows ad gangen for at spare penge.
På SmackDown-brandet er der skrevet kontrakt med mange af WWE's mest populære (og upopulære) wrestlere, heriblandt Randy Orton, A.J. Styles, Baron Corbin, Chris Jericho, Jinder Mahal, The Undertaker, Kevin Owens og John Cena. Showet bliver kommenteret af Tom Phillips, JBL og David Otunga.

## Titler
SmackDown-brandet råder over 4 af World Wrestling Entertainments 12 titler:
- WWE Championship (SmackDowns VM-titel)
- WWE Intercontinental Championship
- WWE SmackDown Women's Championship
- WWE Smackdown Tag Team Championship